# Pramenské pastviny
Pramenské pastviny este o arie protejată (arie specială de conservare — SAC, sit de importanță comunitară — SCI) din Republica Cehă întinsă pe o suprafață de 0,5 ha, integral pe uscat.

## Localizare
Centrul sitului Pramenské pastviny este situat la coordonatele 50°03′42″N 12°43′53″E / 50.061667°N 12.731389°E.

## Înființare
Situl Pramenské pastviny a fost declarat sit de importanță comunitară în aprilie 2005 pentru a proteja 2 specii de plante. Situl a fost protejat și ca arie specială de conservare în iulie 2012.

## Biodiversitate
Situată în ecoregiunea continentală, aria protejată nu include niciun habitat protejat.
La baza desemnării sitului se află mai multe specii protejate de  plante (2): Asplenium adulterinum, Cerastium alsinifolium.